# 카를 루트비히 폰 할러

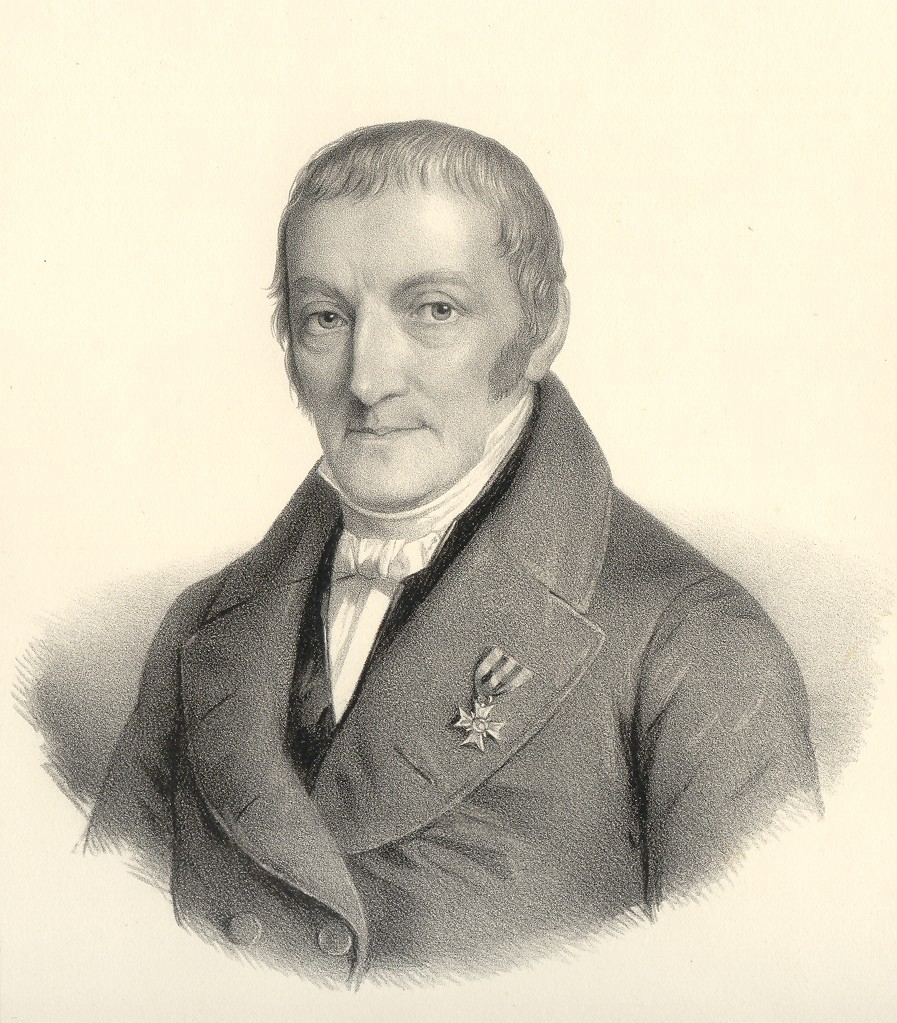

카를 루트비히 폰 할러(Karl Ludwig von Haller, 1768년 8월 1일 - 1854년 5월 20일)는 프랑스 혁명에 대한 반대자로 알려진 스위스의 법학자이다. 그는 헬베티아 공화국의 과잉과 입법 계획을 신랄한 풍자적 표현으로 공격했다. 시트는 압수되었고 그 자신도 투옥을 피하기 위해 도망쳐야했다. 그가 금지된 구체적인 기사는 정치적 풍자물인 Beiträge zum einem revolutionären Gesetzbuch (혁명적 법전에 대한 기고)였다.
그는 가톨릭 교회에 가입하려는 자신의 오랜 성향과 자신의 정치적 견해를 자신의 종교적 견해와 조화롭게 이끌어야 한다는 점점 커지는 확신을 밝혔다. 비록 그는 수년 동안 철학-가톨릭교에 동정심을 표했지만, 그의 개종을 위한 즉각적인 원동력은 1819년 로잔의 주교인 피에르 토비 예니( Pierre Tobie Yenni) 와 시작한 것이었다. 할러는 교회 국가를 다루는 정치 과학 복원 4권에 대한 조언을 구하고 있었고, 이에 따라 Yenni는 성례전 신학 및 기타 교리 주제에 대한 자신의 견해를 수정하기 시작했다. 그가 가톨릭교로 개종한 후 그의 가족도 곧 그를 따랐다. 그들과 함께 그는 베른을 영구적으로 떠나 1822년 파리에 거주하게 되었는데, 프리드리히 폰 겐츠에게 빈에 다시 정착해 달라는 요청이 처음에 실패로 돌아간 이후였다. 1824년 외무부는 샤토브리앙 이 남긴 공석을 메우기 위해 헌법 및 국제법 분야의 외교관 후보자 교육을 맡도록 그를 초대했다. 1830년 7월 혁명 이후 그는 졸로투른으로 갔고 그때부터 정치 저널에 기고했다. 1833년에 그는 졸로투른 대공의회에 선출되었고 당시의 뜨거운 문제를 구성하는 교회 업무에 중요한 영향력을 행사했다.  그리고 1837년까지 이 직위를 맡았다. 1844년에 그는 교황 그레고리오 16세로 부터 성 실베스터 훈장을 받았다.
할러의 작품으로 Restauration der Staats-Wissenschaft oder Theorie des natürlich-geselligen Zustandes, der Chimäre des künstlich-bürgerlichen entgegengesetzt 가 있다. 이 책은 1816년부터 1834년까지 6권으로 빈터투어에서 출판되었다. 이 점에서 그는 국가에 대한 혁명적 개념을 단호히 거부하고 자연적이고 사법적인 정부 체계를 발전시켰으며, 동시에 국가 는 국가와 공식 관료제의 전능함에 기초하지 않고도 지속되고 번영할 수 있다고 주장했다. 1816년에 출간된 첫 권에는 그의 역사와 기존 정치 이론에 대한 거부가 포함되어 있으며 정부 체제의 일반 원칙도 명시되어 있다. 다음 권에서 그는 이러한 원칙이 다양한 정부 형태에 어떻게 적용되는지 보여준다. 세 번째(1818)에는 군사력으로; 네 번째(1820)와 다섯 번째(1834)에서는 교회 국가로; 그리고 여섯 번째 권(1825)에는 공화국을 보여준다. 이 책은 주로 장자크 루소의 사회계약론에 대응하기 위해 작성되었다. 게다가 제3권에 있는 할러의 "노예제도에 대한 여담"은 스코틀랜드 역사가 Thomas Carlyle에게 깊은 영향을 미쳤으며 그의 논쟁적인 "흑인 문제에 대한 간헐적 담론"에서 다시 표면화되었다.